# Ufóvadászok
Az Ufóvadászok (eredeti cím: UFO Sweden) 2022-ban bemutatott svéd sci-fi film, amelyet Victor Danell rendezett. A főbb szerepekben Inez Dahl Torhaug, Jesper Barkselius, Eva Melander és Sara Shirpey látható.
Svédországban 2022. december 25-én, míg Magyarországon 2023. január 19-én mutatták be a mozikban.

## Cselekmény
A történet 1996-ban játszódik Norrköpingben. Denise, a nevelőszülőknél élő lázadó tinédzser, kezdi elhinni, hogy nyolc évvel ezelőtt eltűnt apja nem halott, hanem elrabolták az UFO-k. Amikor senki más nem hisz neki, a lány egy helyi UFO-szervezet segítségét kéri, hogy megpróbálja kideríteni az igazságot.

## Szereplők
| Szerep  | Színész                | Magyar hang      |
| ------- | ---------------------- | ---------------- |
| Denise  | Inez Dahl Torhaug      | Gáspár Kata      |
| Uno     | Oscar Töringe          | Rajkai Zoltán    |
| Lennart | Jesper Barkselius      | Hirtling István  |
| Kicki   | Eva Melander           | Kiss Erika       |
| Tomi    | Sara Shirpey           | Bánfalvi Eszter  |
| Gunnar  | Håkan Ehn              | Fodor Tamás      |
| Töna    | Isabelle Kyed          | Kokas Piroska    |
| Mats    | Mathias Lithner        | Holl Nándor      |
| Karl    | Niklas Kvarnbo Jönsson | Zámbori Soma     |
| Kenneth | Joakim Sällquist       | Fehérváry Márton |
| Lovag   | Christoffer Nordenrot  | Hajdu Tibor      |

### Magyar változat
- Felolvasó: Szalóczy Pál
- Magyar szöveg: Jánosi Emese
- Hangmérnök: Fehéressy Péter
- Vágó: Wünsch Attila
- Gyártásvezető: Vigvári Ágnes
- Szinkronrendező: Molnár Kristóf
- Produkciós vezető: Jávor Barbara

A szinkront a Direct Dub Studios készítette el

## A film készítése
Amikor a Crazy Pictures tagjai látták Michael Cavanagh és Kerstin Übelacker Ghost Rockets című dokumentumfilmjét a Den blomstertid nu kommer című filmjük 2018-as bemutatója körül, Victor Danell rájött, hogy közel lakik a Megmagyarázhatatlanok Archívumának helyiségeihez, és felvette velük és az UFO-Sverige-vel a kapcsolatot. Így született meg az ötlet, hogy készítsenek egy svéd sci-fi filmet az ismeretlen témájában.
A film készítői szerint a film "felnőtteknek szóló kalandfilm", amelyet olyan filmek és tévésorozatok inspiráltak, mint a Stranger Things, A törvény nevében, az X-akták és a Csillagok között.

### Forgatás
A forgatása 2021 augusztusában kezdődött Norrköpingben. 2022 elején fejeződött be a forgatás, néhány további jelenetet pedig a nyár folyamán vettek fel.